# Бен Вейн
Бен Вейн (англ. Ben Waine, нар. 11 червня 2001) — новозеландський футболіст, нападник клубу «Веллінгтон Фенікс».

## Клубна кар'єра
Народився 11 червня 2001 року. Вихованець футбольної школи клубу «Веллінгтон Фенікс». З 2017 року став виступати за резервну команду «Веллінгтон Фенікс» у чемпіонаті Нової Зеландії, а з 2018 року став виступати за першу команду «Веллінгтон Фенікс» у чемпіонаті Австралії. Станом на 20 травня 2019 року відіграв за команду з Веллінгтона 6 матчів в національному чемпіонаті.

## Виступи за збірну
У складі молодіжної збірної Нової Зеландії Вейн взяв участь в молодіжному чемпіонаті світу 2019 року у Польщі.  На «мундіалі» відзначився дублем у грі проти Гондурасу (5:0).